# Mario Cayota
Mario Juan Bosco Cayota Zappettini (Montevideo, 18 agosto 1936 – 3 maggio 2023) è stato un politico, diplomatico e storico della filosofia uruguaiano.

## Biografia
Era figlio di Eduardo Cayota e Aída Zappettini.
Si laureò in Filosofia presso l'Università Nazionale di La Plata (Argentina). Fu professore di filosofia e storia presso le scuole superiori e partecipò a diversi seminari in numerosi atenei, tra cui l'Università di Petrópolis (Brasile), la Pontificia università cattolica del Cile e l'Università degli studi di Trento (Italia). Per oltre trent'anni insegnò nella Facoltà di Teologia dell'Uruguay "Mons. Mariano Soler" (già Liceo Teologico dell'Uruguay).
Fu relatore in conferenze, congressi e seminari sia in Uruguay che all'estero. Scrisse diversi articoli per giornali e riviste nazionali ed estere.
Fu per diversi anni Presidente del Partito Democratico Cristiano, membro integrante del Fronte Ampio con il ruolo di vice presidente fino al mese di Novembre del 2006. Tra il 2000 e il 2005 fu eletto membro del Consiglio Municipale di Montevideo, nonché presidente del medesimo, su votazione all'unanimità di tutti i partiti integranti del Consiglio.
In ambito ecclesiale fu terziario francescano e Ministro dell'Ordine Francescano Secolare. Pubblicò diversi studi sui movimenti pauperistici medievali e sulla Spiritualità Francescana. Fu altresí direttore del Centro Francescano di Documentazione Storica (CEFRADOHIS).
Fu responsabile della Pastorale di Zona I presso l'Arcidiocesi di Montevideo e partecipò al IV Sinodo Arcidiocesano (2005) in qualità di rappresentante dei movimenti laici. Organizzò conferenze, corsi e laboratori di formazione nell'ambito della chiesa uruguaiana, anche su richiesta della Conferenza Episcopale dell'Uruguay.
Fu ambasciatore dell'Uruguay presso la Santa Sede tra 2006 e 2011.
Il 4 gennaio 2018 presentò le lettere credenziali a papa Francesco, tornando ad assumere come Ambasciatore dell'Uruguay presso la Santa Sede.
Fu sposato con María Cristina Dufour Mirassou ed era padre di cinque figli.